# Bransgore
Bransgore és una localitat situada al comtat d'Hampshire, a Anglaterra (Regne Unit), amb una població estimada a mitjan 2016 de 3.685 habitants.
Està situada al sud-oest de la regió Sud-est d'Anglaterra, prop de la ciutat de Winchester —la capital del comtat—, de la costa del canal de la Mànega, de la frontera amb la regió Sud-oest d'Anglaterra i al sud-oest de Londres.